# Stade équestre du Val Porée
Le Stade équestre du Val Porée est un terrain de concours de sports équestres international situé à Dinard, en Ille-et-Vilaine. Il est considéré comme l'un des cinq pôles hippiques de Bretagne, et l'un des cinq plus beaux terrains de concours équestres en Europe.

## Histoire et localisation
Le site doit son nom à sa localisation dans la rue du Val Porée, à Dinard. Il est conçu en 1985 par la ville de Dinard qui le finance, et le dédie uniquement aux compétitions de saut d’obstacles. Il fait partie d'un ensemble sportif plus vaste situé dans le parc du manoir de Port Breton, face à la plage du Prieuré et aux remparts de Saint-Malo.
Il connaît certaines difficultés. En 2012, les dotations des concours internationaux organisés l'été sont élevées et se répercutent sur les impôts des habitants de Dinard. Une pétition des riverains du stade équestre circule pour dénoncer des nuisances sonores et du tapage nocturne, en particulier quand le stade équestre accueille des cirques.

## Activités
Le stade équestre du Val Porée accueille de grandes compétitions, notamment en saut d'obstacles. Le CSI international de Dinard se déroule sur quatre jours et reçoit plus de 35 000 personnes, 380 chevaux et des cavaliers réputés. La dotation du Grand Prix était en 2011 de 25 000 € pour le gagnant, et les 21 épreuves totalisent 187 000 € en dotations. Le stade équestre peut accueillir d'autres types de compétitions, notamment en attelage de tradition. Il sert parfois de scène de spectacle équestre : Mario Luraschi y a joué en 2013.